# Eloge Enza-Yamissi
Eloge Ethisse Enza-Yamissi (ur. 23 stycznia 1983 w Bangi) – środkowoafrykański piłkarz występujący na pozycji obrońcy. Zawodnik klubu Valenciennes FC.

## Kariera klubowa
Enza-Yamissi seniorską karierę rozpoczynał we Francji. W latach 2001–2005 występował tam w zespołach Championnat National, takich jak La Roche VF, Olympique Alès oraz Nîmes Olympique. W 2005 roku podpisał kontrakt z Troyes AC, grającym w Ligue 1. Zadebiutował tam 30 lipca 2005 roku w zremisowanym 1:1 pojedynku z OGC Nice. 11 lutego 2006 roku w zremisowanym 1:1 spotkaniu z AS Monaco strzelił pierwszego gola w Ligue 1. W 2007 roku spadł z zespołem do Ligue 2, a w 2009 roku do Championnat National. W 2010 roku wrócił z nim jednak do Ligue 2.
| Sezon   | Klub            | Kraj    | Rozgrywki | Mecze | Bramki | Rozgrywki Europy | Mecze | Bramki |
| ------- | --------------- | ------- | --------- | ----- | ------ | ---------------- | ----- | ------ |
| 2001/02 | La Roche VF     | Francja | National  | 6     | 0      | –                | –     | –      |
| 2002/03 | Olympique Alès  | Francja | National  | 4     | 0      | –                | –     | –      |
| 2003/04 | Nîmes Olympique | Francja | National  | 2     | 1      | –                | –     | –      |
| 2004/05 | Nîmes Olympique | Francja | National  | 33    | 3      | –                | –     | –      |
| 2005/06 | Troyes AC       | Francja | Ligue 1   | 18    | 1      | –                | –     | –      |
| 2006/07 | Troyes AC       | Francja | Ligue 1   | 29    | 0      | –                | –     | –      |
| 2007/08 | Troyes AC       | Francja | Ligue 2   | 32    | 2      | –                | –     | –      |
| 2008/09 | Troyes AC       | Francja | Ligue 2   | 22    | 0      | –                | –     | –      |
| 2009/10 | Troyes AC       | Francja | National  | 28    | 1      | –                | –     | –      |
| 2010/11 | Troyes AC       | Francja | Ligue 2   | 32    | 1      | –                | –     | –      |
| 2011/12 | Troyes AC       | Francja | Ligue 2   | 30    | 0      | –                | –     | –      |
| 2012/13 | Troyes AC       | Francja | Ligue 1   | 21    | 0      | –                | –     | –      |
| 2013/14 | Valenciennes FC | Francja | Ligue 1   | 26    | 1      | –                | –     | –      |
| 2014/15 | Valenciennes FC | Francja | Ligue 2   | 28    | 0      | –                | –     | –      |
| 2015/16 | Valenciennes FC | Francja | Ligue 2   | 26    | 0      | –                | –     | –      |
| 2016/17 | Valenciennes FC | Francja | Ligue 2   | 30    | 2      | –                | –     | –      |
| 2017/18 | Valenciennes FC | Francja | Ligue 2   |       |        | –                | –     | –      |

Stan na: koniec sezonu 2016/2017

## Kariera reprezentacyjna
W reprezentacji Republiki Środkowoafrykańskiej Enza-Yamissi zadebiutował w 2010 roku.

## Życie prywatne
Brat Manassé Enza-Yamissiego, także piłkarza.